# Robert Wichard Pohl

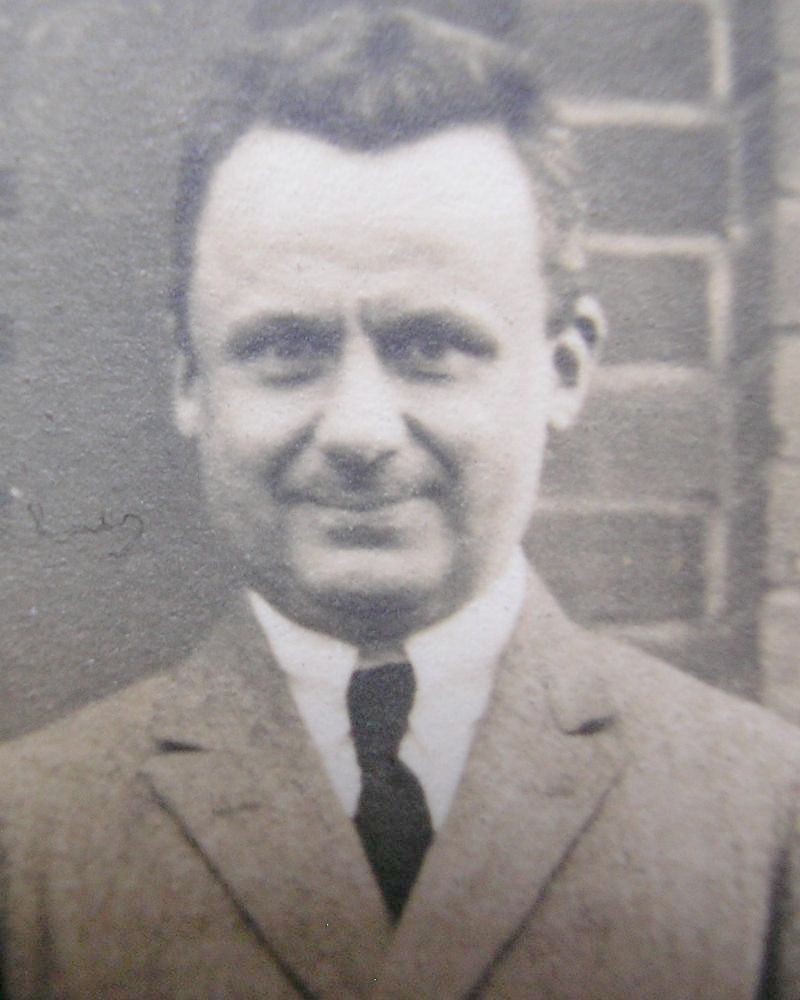
Robert Wichard Pohl, 1923 in Göttingen

Robert Wichard Pohl (* 10. August 1884 in Hamburg; † 5. Juni 1976 in Göttingen) war ein deutscher Physiker. Er ist bekannt für seine Experimentalphysik-Vorlesung, die auch als Lehrbuch erschien, und als Pionier der Festkörperphysik. Nevill Francis Mott nannte ihn den „wahren Vater der Festkörperphysik“.
Nach Robert Wichard Pohl ist das Pohlsche Rad benannt.

## Jugend und Studium
Robert Wichard Pohl wurde in Hamburg geboren als Sohn des Schiffbau-Ingenieurs Eugen Robert Pohl und dessen Frau Martha, Tochter von Wichard Lange, dem Gründer der Privatschule Dr. Wichard Lange, und Enkelin von Wilhelm Middendorff, der zusammen mit Friedrich Fröbel den ersten Deutschen Kindergarten gegründet hatte. 
Nach Besuch der Dr. Wichard Lange Schule trat er 1895 in die Gelehrtenschule des Johanneums ein, die er 1903 mit dem Abitur verließ, um im Sommersemester 1903 in Heidelberg Naturwissenschaften zu studieren. Dort lernte er auch James Franck kennen, mit dem ihn bis zu dessen Tod im Jahr 1964 eine enge Freundschaft verband. Zum Wintersemester 1903 ging er an die Universität Berlin, um Physik zu studieren. Schon im Sommersemester 1904 arbeitete er im Physikalischen Institut bei Emil Warburg an dem Thema, das seine Doktorarbeit wurde. Dort entstand auch seine erste Veröffentlichung angeregt durch Bernhard Walter vom Hamburger Physikalischen Staatslaboratorium, bei dem er im Folgenden in den Ferien arbeitete, vor allem bei der Suche nach der Beugung von Röntgenstrahlen.

## Karriere bis zum Ersten Weltkrieg

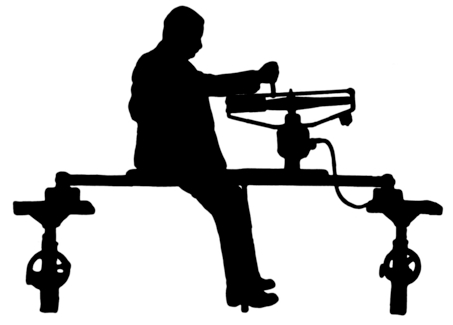
Einschienenbahn: RWP zeigt die Stabilisierung mithilfe eines Kreisels (Einschienenbahn)

Er wurde im Sommer 1906 zum Dr. phil. promoviert und unterrichtete danach als Assistent im physikalischen Praktikum unter dem Institutsdirektor Heinrich Rubens. Es entstanden gemeinsame Arbeiten mit James Franck über die Ionenbeweglichkeit in Gasen und zur Frage der Geschwindigkeit von Röntgenstrahlen. Ab 1909 arbeitete er über den normalen und den selektiven photoelektrischen Effekt von Metallen, ab 1910 gemeinsam mit Peter Pringsheim, darunter die praktisch wichtige Arbeit zur Herstellung von Metallspiegeln. 1910 erschien eine Monographie über die Fernübertragung von Bildern und 1912 erfolgte die Habilitation. In einem Nachtrag enthält die Habilitationsschrift eine Besprechung der Laueschen Entdeckung der Röntgenbeugung.
Nach der Habilitation begann Pohl Experimentalphysik-Vorlesungen zu halten, die er auch dazu benützte, privat eine Sammlung von Vorführungs-Instrumenten anzulegen. Auch wurden von ihm Experimente in Sitzungen der Physikalischen Gesellschaft vorgeführt.
Bei Kriegsausbruch versuchte Pohl, als Freiwilliger angenommen zu werden, wurde aber aus gesundheitlichen Gründen abgelehnt. Sein Angebot, zusammen mit Erich Regener in zwei Reservelazaretten aus eigenen Mitteln Röntgen-Apparaturen aufzustellen und zu betreiben, wurde dankbar angenommen. Er arbeitete bei den Funkern an der Entdeckung feindlicher Sendestationen. Daraus wurde eine Anstellung als Oberingenieur bei der Verkehrstechnischen Prüfungskommission (VPK) im Hauptmannsrang, die er bis Kriegsende ausfüllte.

## Lehrstuhl in Göttingen

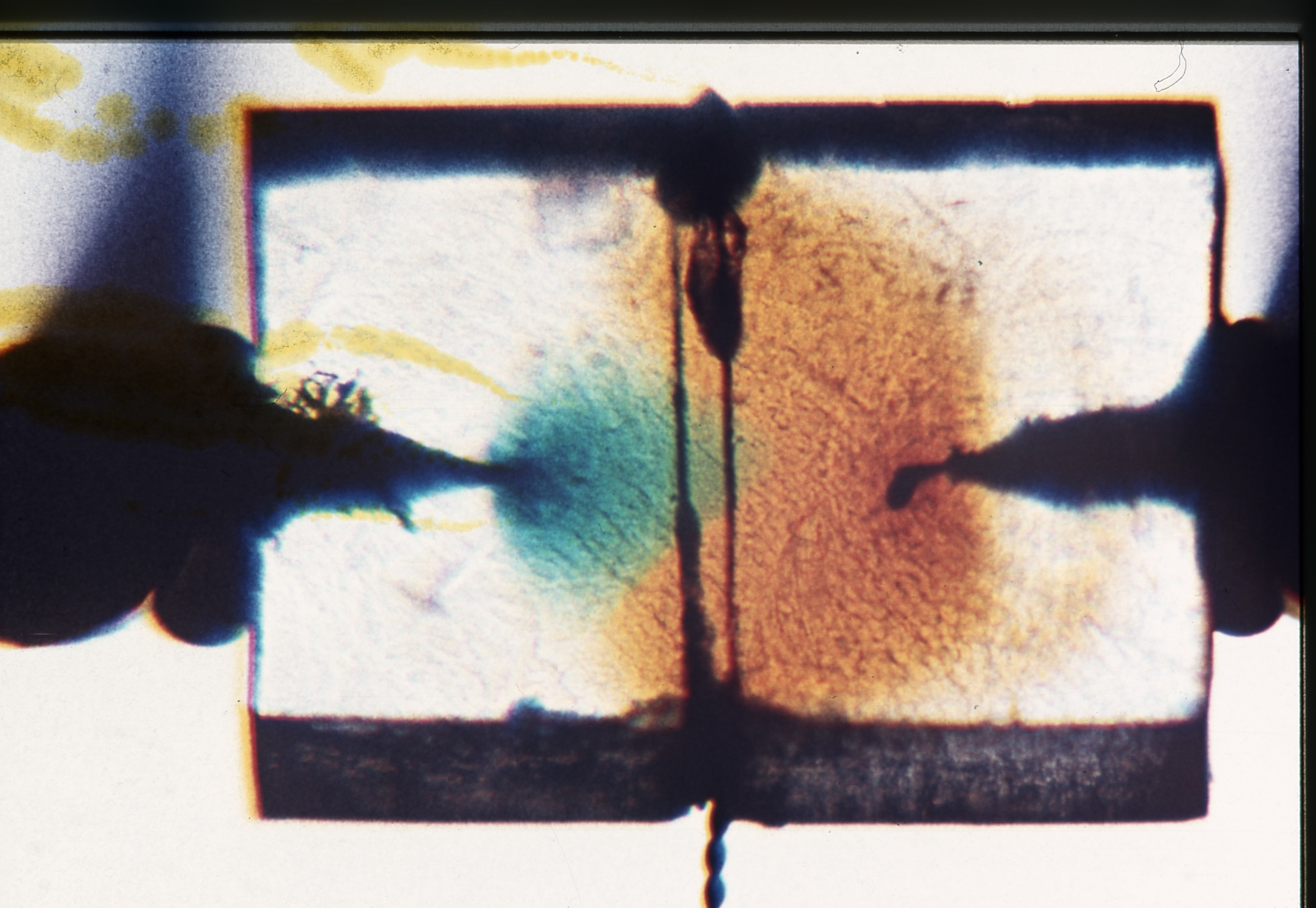
Sichtbarmachung von n-Leitung durch Elektronen (links, grün) und von p-Leitung durch Defekt-Elektronen (rechts, braun) in einem KI-Kristall. Kathode (links) und Anode (rechts) sind in den Kristall eingeschmolzene Pt-Spitzen

Im Februar 1916 erhielt er den Ruf nach Göttingen als außerordentlicher Professor (und Nachfolger von Eduard Riecke), konnte die Professur wegen des Krieges aber erst Anfang 1919 antreten. Heinrich Rausch von Traubenberg vertrat ihn in dieser Zeit. Im Umzugsgepäck waren mehr als 40 Kisten gefüllt mit Geräten für seine Vorlesungen. Aufgrund eines Rufs an die Technische Hochschule Stuttgart im September 1919 erhielt er in Göttingen im Dezember 1920 ein planmäßiges Ordinariat und wurde Direktor des 1. Physikalischen Instituts. Im Juni 1922 folgte ein Ruf aus Würzburg, den er auch ablehnte. Er hatte damit in der Blütezeit der Physik in Göttingen in den 1920er Jahren eines der drei Ordinariate für Physik neben James Franck (Direktor des 2. Physikalischen Instituts) und dem Theoretischen Physiker Max Born.
Weihnachten 1922 heiratete er Tussa Madelung, die Schwester von Erwin Madelung, der im Physikalischen Institut in Göttingen Assistent gewesen war, als Tussa mit ihrer Familie im Mai 1920 von Straßburg nach Göttingen zog. Sie hatten drei Kinder: Ottilie, Eleonore und Robert Otto, später Professor für Physik an der Cornell University.
Lichtelektrische Beobachtungen – allerdings nicht an Oberflächen wie in Berlin, sondern im Inneren von Isolatoren – begann Pohl mit seinem Assistenten Bernhard Gudden im Jahr 1919. (Die Arbeiten dieser Periode werden in(erster Teil) ausführlich beschrieben.) So entdeckten sie, dass Diamant-Kristalle bei Beleuchtung elektrisch leitend wurden. Danach beobachteten sie denselben Effekt in dem Alkalihalogenid Natriumchlorid, allerdings erst nachdem dieses durch Bestrahlung mit Röntgenlicht eine Farbe angenommen hatte. Eine systematische Untersuchung dieser Färbungszentren an künstlich hergestellten Kristallen führte zur Entdeckung der Farbzentren, die in der Folgezeit ausführlich untersucht wurden. Durch den Einbau von drei Elektroden in einen Kaliumbromid-Kristall konnte 1938 mit Rudolf Hilsch das erste Modell eines Transistors mit Farbzentren gezeigt werden.
Neben diesen Arbeiten in seinem Institut half er auch seinen wissenschaftlichen Kollegen bei ihrer Arbeit. Mit dem Zoologen Alfred Kühn untersuchte er den Farbensinn der Bienen, für den Chemiker Adolf Windaus verwendete er optische Spektroskopie bei der Trennung des Ergosterins vom Cholesterin. Dem Archäologen Kurt Müller half er, antike Vasen ohne störende Reflexe zu fotografieren. Seinen Studenten Hans Joachim Pabst von Ohain unterstützte er tatkräftig, als dieser im Anschluss an seine Dissertation die ersten Versuche zum Strahlantrieb mit eigenen Mitteln im Institut anstellte.

## Einführungsvorlesung in die Physik

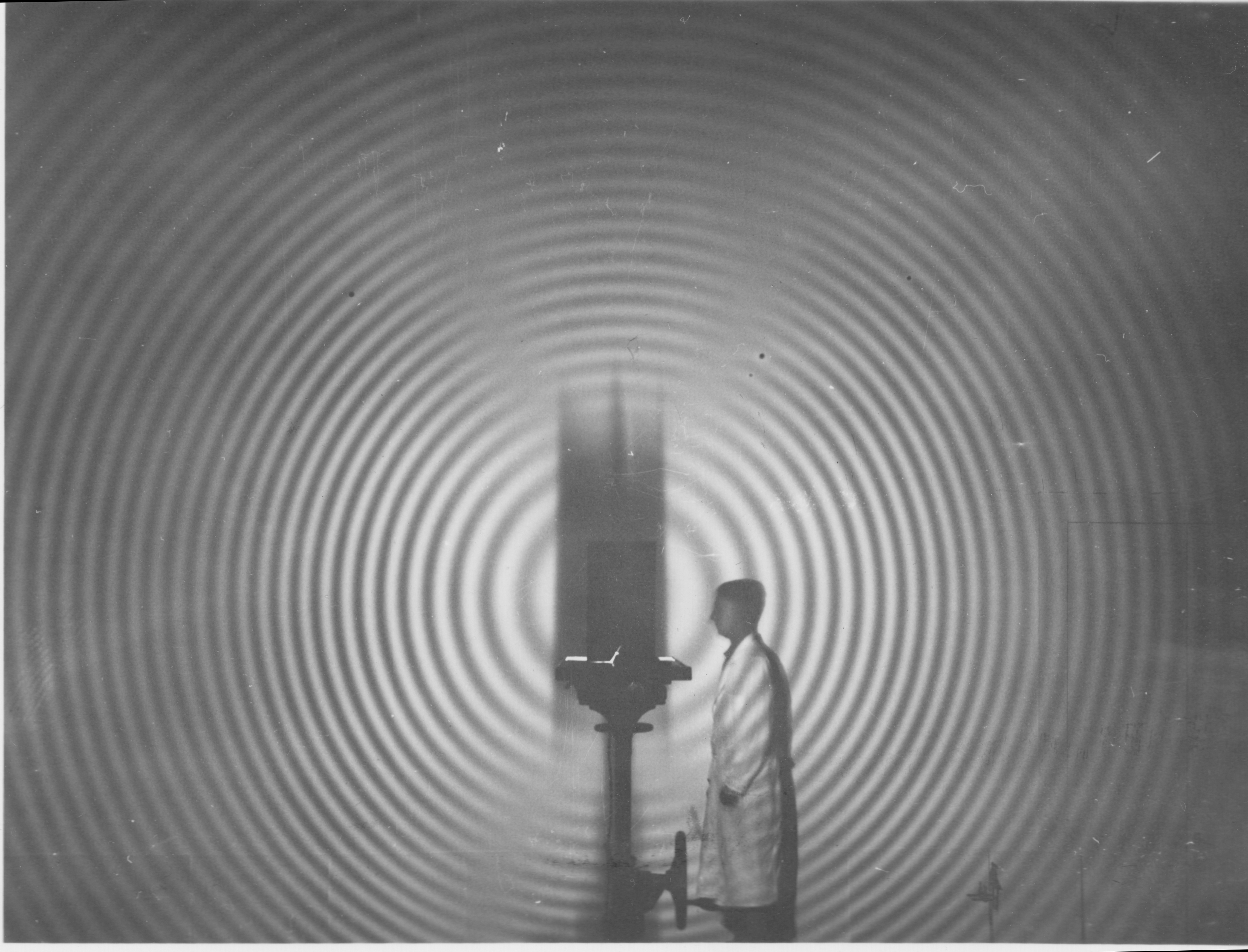
Lichtstarkes räumliches Interferenzfeld gezeigt auf der Hörsaalwand

Die Einführungsvorlesung in die Physik war für ihn von Anfang an sehr wichtig. Er veröffentlichte in den wissenschaftlichen Zeitschriften zahlreiche neue Experimente, die er für die Vorlesung ersonnen hatte und auch in seinen Lehrbüchern verwendete. Der erste Band der Einführung in die Physik, die „Elektrizitätslehre“, erschien im Jahr 1927. 1930 erschien dann die „Mechanik und Akustik“, in der dritten Auflage erweitert durch die „Wärmelehre“. Der dritte Band, die „Optik“, wurde 1941 veröffentlicht, die 1954 in der neunten Auflage durch die „Atomphysik“ erweitert wurde.
In einem neuen Kapitel „Quantenoptik fester Körper“ werden die Arbeiten im Göttinger Institut zusammengefasst. Auch in der „Elektrizitätslehre“ werden von der 15. Auflage (1955) an elektrische Eigenschaften fester Körper behandelt, darunter auch Ergebnisse seiner Göttinger Arbeiten. Nach seinem Tod wurden die drei Bände auf zwei reduziert, wobei diese Kapitel entfernt wurden. Beide Bände enthalten jetzt Videos mit insgesamt 110 Experimenten, durchgeführt mit den ursprünglichen Geräten, Der zweite Band enthält außerdem ein Video mit einer Biographie von Pohl. Weitere Videos im selben Band zeigen die Stromverstärkung in einem Drei-Elektroden–Kristall sowie eine Audioaufnahme der Verleihung der Ehrendoktorwürde an Ernest Rutherford durch den Dekan Max Born (1931).

## Zeit nach dem Krieg und Würdigung

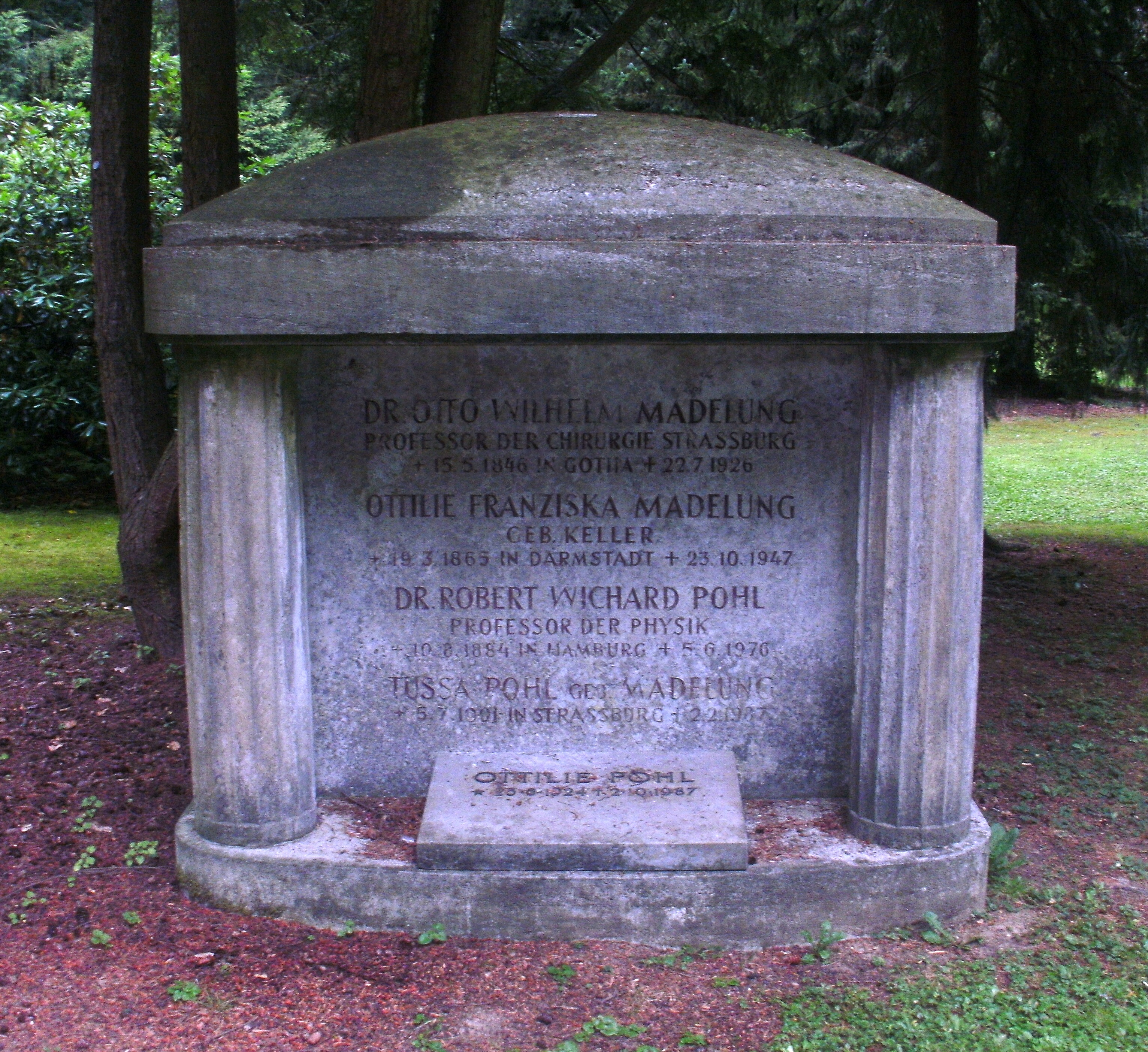
Grab von Otto Wilhelm Madelung und Robert Wichard Pohl auf dem Stadtfriedhof Göttingen

Seine Haltung zum Nazi-Regime beschrieb Pohl auf Verlangen der Militärregierung in einem Lebenslauf.(zweiter Teil) Nach seiner Darstellung gehörte er nie einer politischen Partei an, stand den Nationalsozialisten reserviert bis ablehnend gegenüber (er hatte Kontakte zum Goerdeler-Kreis, sein Kontaktmann, der Studienrat Hermann Kaiser, wurde im Januar 1945 hingerichtet) und war von Anfang des Zweiten Weltkrieges an von einer Niederlage Deutschlands überzeugt. Nach dem Krieg arbeitete er bis 1948 als Mitglied des Entnazifizierungs-Ausschusses am Wiederaufbau der Universität Göttingen.
Die Arbeiten des Pohlschen Instituts wurden erst kurz vor Ausbruch des Krieges im Ausland bekannt, als Pohl und sein Assistent Hilsch 1937 zu einer Konferenz über The conduction of electricity in solids nach Bristol eingeladen wurden. 1946 erschien in den USA die erste zusammenfassende Veröffentlichung über Farbzentren. Ihr folgten 1951 eine Einladung nach Urbana an die University of Illinois mit Besuchen bei den Bell Telephone Laboratories, dem Naval Research Laboratory und anderen Forschungseinrichtungen. Bei dieser Gelegenheit traf er wieder mit Franck zusammen, nach der erzwungenen Emigration Francks 1933 wurde ihre Freundschaft erneuert. 1956 fand die erste International Color Center Conference am Argonne National Laboratory statt, der in den folgenden Jahren bis 1977 in dreijährigem Rhythmus weitere folgten.
Pohl hielt sein Institut stets klein. Von seinen 55 deutschen Doktoranden wurden 11 ordentliche Professoren an einer deutschen Hochschule, von seinen 7 ausländischen Doktoranden erhielten 6 Professuren im Ausland.
Die Bedeutung der Göttinger Arbeiten wurde 1980 vom Nobelpreisträger Nevill Mott zusammengefasst:
„R. W. Pohl of Göttingen is in my view the real father of solid state physics.“
Nach seiner Emeritierung im Jahr 1952 widmete er sich weiter der Bearbeitung seiner Lehrbücher. In einem Interview mit seinem ehemaligen Schüler Heinz Pick im Jahr 1974 beschrieb Pohl einige seiner weiteren Erlebnisse in Göttingen im Einzelnen.

## Auszeichnungen
- 1921 Akademie der Wissenschaften zu Göttingen, Mitglied
- 1928 Technische Hochschule Breslau, Dr.–Ing. e. h.
- 1935 Leopoldina, Halle, Mitglied
- 1937 Deutsche Akademie der Luftfahrtforschung, Mitglied
- 1939 Universität Sofia, Dr. h. c.
- 1945 Photographische Gesellschaft in Wien, Goldene Gesellschaftsmedaille
- 1949 Bayerische Akademie der Wissenschaften, Korrespondierendes Mitglied
- 1950 Heidelberger Akademie der Wissenschaften, Korrespondierendes Mitglied
- 1953 American Association of Physics Teachers, Honorary Membership
- 1954 Bundesrepublik Deutschland, Großes Verdienstkreuz
- 1957 Technische Hochschule Darmstadt, Dr. rer. nat. h. c.
- 1959 American Association of Physics Teachers, Oersted Medal
- 1959 Universität Göttingen, Dr. med. h. c.
- 1964 Universität Hamburg, Dr. rer. nat. h. c.
- 1967 Bundesrepublik Deutschland, Großes Verdienstkreuz mit Stern
- 1971 Ehrenmedaille der Stadt Göttingen
- 1975 Deutsche Gesellschaft für Chronometrie, Phillip Matthäus Hahn-Plakette

Nach ihm benannt ist der seit 1979 verliehene Robert-Wichard-Pohl-Preis für Experimentalphysik und Physikdidaktik, ausgeschrieben von der  Deutschen Physikalischen Gesellschaft. Außerdem ist seit 1979 das Robert-Wichard-Pohl Institut an der Tongji-Universität, Shanghai, das durch die Stiftung Volkswagenwerk unterstützt wird, nach ihm benannt. Seit 1995 befindet sich an seinem Wohnhaus in Göttingen, Klopstockstr. 4, eine Gedenktafel. Seit 2007 vergibt die Fakultät Physik der Uni Göttingen außerdem die Robert-Wichard-Pohl-Medaille an Dozenten für die beste Lehrleistung.

## Lehrbücher
- Einführung in die Physik, Springer Verlag, Berlin (dreibändige Ausgabe)
  - Band 1
    - Mechanik und Akustik, (1. Aufl. 1930, 2. Aufl. 1931)
    - Mechanik, Akustik und Wärmelehre, (3./4. Aufl. 1941 – 18. Aufl. (R. O. Pohl, Hrsg.) 1983)

  - Band 2
    - Elektrizitätslehre, (1. Aufl. 1927 – 21. Aufl. 1975)

  - Band 3
    - Optik, (1. Aufl. 1940 – 8. Aufl. 1948)
    - Optik und Atomphysik, (9. Aufl. 1954 – 13. Aufl. 1976)

- Einführung in die Physik, Springer Verlag, Berlin (zweibändige Ausgabe)
  - Band 1
    - Mechanik, Akustik und Wärmelehre,  (Klaus Lüders und R. O. Pohl, Hrsg.) (19. Aufl., 2004, 20. Aufl. 2009, 21. Aufl. 2017)

  - Band 2
    - Elektrizitätslehre und Optik, (K. Lüders und R. O. Pohl, Hrsg.) ( 22.Aufl. 2006, 23. Aufl. 2010, 24.Aufl. 2018 )

  - Beide Bände erschienen auch als englische Übersetzungen in 2017 bzw. 2018.

## Engagements (Auswahl)
Pohl unterstützte die von Martin Luserke gegründete und geleitete reformpädagogische Schule am Meer auf der Nordseeinsel Juist mit einer großzügigen Spende einer Vielzahl von Musikinstrumenten für das von Eduard Zuckmayer geleitete Schulorchester bzw. den Musiksaal der deutschlandweit damals einzigen Theaterhalle einer Schule.

## Robert-Wichard-Pohl-Medaille
Die Robert-Wichard-Pohl-Medaille (auch kurz Pohl-Medaille) ist ein nach ihm benannter Preis, der seit 2007 in der Fakultät für Physik der Georg-August-Universität Göttingen an Professoren und Nachwuchswissenschaftler für herausragende Leistungen in der Lehre vergeben wird, die in der Regel im Rahmen einer Vorlesung des jeweils vorangegangenen Semesters erbracht worden waren.
Die Vergabe erfolgt durch die Studienkommission, einer Kommission des Fakultätsrates, auf Grundlage der Lehrveranstaltungsevaluationen des vorangegangenen Semesters.
Gefertigt wird die Medaille von den Mitarbeitern aus der Zentralwerkstatt in der Fakultät für Physik.

### Preisträger
Die Preisträger der Pohl-Medaille sind:
| Semester 1   | Name des Preisträgers                      | Anlass der Verleihung 2                                                                                 |
| ------------ | ------------------------------------------ | --- |
| WS 2007/2008 | Detlev Buchholz                            | außergewöhnliche Lehrleistungen                                                                         |
| SS 2008      | Ansgar Reiners                             | Stellare Aktivität und Braune Zwerge, massearme Sterne u. Planeten (Preis für Nachwuchswissenschaftler) |
| SS 2008      | Karl-Henning Rehren                        | Quantenmechanik I                                                                                       |
| WS 2008/2009 | Andreas Honecker                           | Analytische Mechanik                                                                                    |
| SS 2009      | Sarah Köster                               | Mechanik der Zelle (Preis für Nachwuchswissenschaftler)                                                 |
| SS 2009      | Matthias Sperl                             | Mathematik für Physiker                                                                                 |
| WS 2009/2010 | Cynthia A. Volkert                         | Einführung in die Festkörper- und Materialphysik                                                        |
| WS 2009/2010 | Hans-Ulrich Krebs                          | Einführung in die Festkörper- und Materialphysik                                                        |
| SS 2010      | Team der Vorlesungsvorbereitung            | Ehrenmedaille                                                                                           |
| SS 2010      | Claus Ropers                               | kontinuierlich positiv evaluierte Veranstaltungen (Preis für Nachwuchswissenschaftler)                  |
| WS 2010/2011 | Thomas Pruschke                            | Mathematische Methoden der Physik                                                                       |
| SS 2011      | Richard Vink                               | Computer-Simulationsmethoden in der statistischen Physik (Preis für Nachwuchswissenschaftler)           |
| SS 2011      | Kurt Schönhammer                           | Quantenmechanik I                                                                                       |
| WS 2011/2012 | Ariane Frey                                | Einführung in die Kern- und Teilchenphysik                                                              |
| SS 2012      | keine Vergabe                              | |
| WS 2012/2013 | keine Vergabe                              | |
| SS 2013      | Kevin Kröninger                            | kontinuierlich herausragende Leistungen                                                                 |
| WS 2013/2014 | Steffen Schumann                           | |
| SS 2014      | Stefan Kehrein                             | |
| WS 2014/2015 | Karl-Henning Rehren                        | Analytische Mechanik                                                                                    |
| SS 2015      | Eckart Modrow                              | Ehrenmedaille für jahrelanges Engagement in Einführung in die Programmierung in den Naturwissenschaften |
| WS 2015/2016 | Florian Rehfeldt                           | kontinuierlich herausragende Lehrleistungen                                                             |
| WS 2015/2016 | Stanley Lai                                | Statistische Methoden der Datenanalyse                                                                  |
| SS 2016      | keine Vergabe                              | |
| WS 2016/2017 | Stefan Mathias                             | Einführung in die Festkörperphysik                                                                      |
| SS 2017      | Oliver Boghun                              | kontinuierlich herausragende Lehrleistungen                                                             |
| WS 2017/2018 | keine Vergabe                              | |
| SS 2018      | Stefan Klumpp                              | kontinuierlich herausragende Lehrleistungen                                                             |
| WS 2018/2019 | keine Vergabe                              | |
| SS 2019      | Fabian Heidrich-Meisner                    | herausragende Lehre in der Physik                                                                       |
| WS 2019/2020 | Bernd Damaschke                            | Experimentalphysik I (Nebenfachvorlesung)                                                               |
| SS 2020      | keine Vergabe                              | |
| WS 2020/2021 | Stephan Herminghaus und Stefan Karpitschka | Physics of Sports                                                                                       |
| SS 2021      | Stefan Dreizler und René Heller            | Astronomie für Studierende aller Fakultäten                                                             |
| WS 2021/2022 | Holger Nobach Matthias Krüger              | Optical measurement techniques Thermodynamik und statistische Mechanik                                  |
| SS 2022      | Reiner Kree                                | herausragende Lehre in der Physik                                                                       |
| WS 2022/2023 | Peter Sollich                              | Advanced Statistical Physics                                                                            |
| SS 2023      | Karl-Henning Rehren Timo Betz              | Analytische Mechanik Critical analysis of research articles                                             |
| WS 2023/2024 | Angsar Reiners Stefan Mathias              | Experimentalphysik I Introduction to Ultrashort Pulses and Nonlinear Optics                             |
| SS 2024      | Stefan Kehrein Jörn Große-Knetter          | Quantenmechanik I Interactions between radiation and matter – detector physics                          |